# Santa Teresa (Bacanora)
Para otros usos véase: Santa Teresa, y para otras poblaciones del estado de Sonora con el mismo nombre vea: Santa Teresa (Sonora)
Santa Teresa es un pueblo del Municipio de Bacanora ubicado en el este del estado mexicano de Sonora en la zona de la Sierra Madre Occidental. El pueblo es la cuarta localidad más habitada del municipio, ya que según los datos del Censo de Población y Vivienda realizado en 2020 por el Instituto Nacional de Estadística y Geografía (INEGI), Santa Teresa tiene un total de 33 habitantes.

## Geografía
Véase también: Geografía del municipio de Bacanora
El Encinal se sitúa en las coordenadas geográficas 29°01'22" de latitud norte y 109°23'43" de longitud oeste del meridiano de Greenwich, a una elevación de 422 metros sobre el nivel del mar, en la parte alta de la Sierra Madre Occidental, con pequeñas serranías cercanas como La Joya, Sandoval y Campanera, y también cerca fluye el Río Bacanora, su vegetación se constituye mayormente de selva baja caducifolia y pequeñas áreas de bosque de pino y matorral subtropical.